# Carl Skylling
Carl Skylling, född 2 juli 1896 i Vist, Östergötland, död 15 oktober 1970 i Stockholm, var en svensk skådespelare och konsertsångare.

## Filmografi
- 1930 – Charlotte Löwensköld
- 1938 – Goda vänner och trogna grannar
- 1949 – Sjösalavår
- 1952 – Kalle Karlsson från Jularbo
- 1953 – Museet
- 1954 – Storm över Tjurö